# Bernhard Gritsch
Bernhard Gritsch (* 13. Juni 1963) ist ein österreichischer Rauchfangkehrermeister und Politiker (FPK, früher FPÖ bzw. BZÖ). Er war von 1999 bis 2013 Abgeordneter zum Kärntner Landtag.

## Ausbildung und Beruf
Gritsch besuchte die Volksschule in Grafenstein und sechs Klassen des 2. Bundesgymnasium in Klagenfurt. Im Anschluss erlernte Gritsch im elterlichen Betrieb den Beruf des Rauchfangkehrers und legte 1987 die Meisterprüfung ab. 

## Politik
Gritsch war seit 1991 Gemeinderat in Grafenstein und seit 1993 freiheitlicher Ortsparteiobmann. Er zog am 8. April 1999 als Mitglied der FPÖ in den Kärntner Landtag ein, wechselte von 2005 bis 2009 im Zuge der Spaltung der Partei, wie nahezu alle Kärntner Landtagsabgeordneten, zum BZÖ und ist seit der Kooperation der Freiheitlichen in Kärnten und der FPÖ auf Bundesebene Mitglied der FPK. Schwerpunkte seiner politischen Arbeit sind die Themen Wirtschafts- und Infrastrukturfragen sowie Vereine. Im Landtag übernahm er als Bereichssprecher die Themenfelder Volkskultur und Vereine (Feuerwehr).
Zudem ist Gritsch seit 1996 Aufsichtsrat der Raika Grafenstein und wurde 2008 zum stellvertretenden FPK-Bezirksparteiobmann im Bezirk Klagenfurt-Land gewählt.

## Privates
Gritsch heiratete 2005 seine langjährige Lebensgefährtin und lebt in Grafenstein. Er ist Mitglied der Freiwilligen Feuerwehr Grafenstein.